# Jean-Yves Ruf
 (octobre 2012).
Pour les articles homonymes, voir RUF.
Jean-Yves Ruf est un acteur, auteur, metteur en scène de théâtre et d'opéra et pédagogue français.

## Biographie
Après une formation littéraire et musicale, Jean-Yves Ruf intègre l’École nationale supérieure du Théâtre national de Strasbourg de 1993 à 1996 puis l’Unité nomade de formation à la mise en scène en 2000.
En juillet 2013, il met en scène l'opéra Elena (en) (1759), de Francesco Cavalli (1602-1676), dramma per musica en un prologue et trois actes, sous la direction musicale de Leonardo García Alarcón, avec notamment Emőke Baráth (Elena/Venera) et Valer Barna-Sabadus (Menelao), au Théâtre du Jeu de Paume, dans le cadre du festival international d'art lyrique d'Aix-en-Provence.

### Famille
Il est le frère d’Éric Ruf, administrateur général de la Comédie-Française.

## Théâtre

### Comédien
- 1997 : Germania 3 de Heiner Müller, mise en scène de Jean-Louis Martinelli
- 1998 : Marion Delorme d'après Victor Hugo, mise en scène d’Éric Vigner
- 2002 : Platonov d'Anton Tchekhov, mise en scène de Jean-Louis Martinelli
- 2010 : La Panne de Friedrich Dürrenmatt, mise en scène de Jean-Yves Ruf
- 2023 : Mélisande d'après Maurice Maeterlinck et Claude Debussy, mise en scène Richard Brunel, théâtre des Bouffes du Nord

### Metteur en scène
- 1997 : Savent-ils souffrir ?
- 2000 : Chaux vive
- 2001 : Erwan et les oiseaux de Jean-Yves Ruf
- 2003 : Comme il vous plaira de William Shakespeare
- 2004 : La Comédie sur le pont
- 2004 : Unplusun de Jean-Yves Ruf
- 2005 : Par les cornes de Juan Cocho
- 2006 : Silures d'après Samuel Taylor Coleridge
- 2006 : Kroum l'ectoplasme de Hanoch Levin
- 2007 : Così fan tutte, de Wolfgang Amadeus Mozart
- 2007 : L'Apprentie, le Cuistot, les Odeurs et le Piano
- 2008 : Passion selon Jean d'Antonio Tarantino
- 2008 : Mesure pour mesure, tragi-comédie de William Shakespeare, donnée en novembre 2008 à la MC93 Bobigny[1]
- 2009 : Bab et Sane de René Zahnd
- 2010 : Eugène Onéguine d'après Alexandre Pouchkine
- 2010 : La Panne de Friedrich Dürrenmatt
- 2011 : Agrippina de Georg Friedrich Haendel
- 2012 : Lettre au père d'après Franz Kafka
- 2012 : L'Homme à tiroirs de Jean-Yves Ruf
- 2013 : Troïlus et Cressida, tragédie de William Shakespeare, donnée du 26 janvier au 5 mai à la Salle Richelieu (Comédie-Française)[2]
- 2013 : Don Giovanni, opéra de Wolfgang Amadeus Mozart, donné à l'Auditorium de Dijon du 22 au 30 mars 2013[3]
- 2013 : Elena (Il rapimento d'Helena), opéra de Francesco Cavalli, au Théâtre du Jeu de Paume (7 juillet 2013, Festival d'Aix-en-Provence)[4],[5],[6]
- 2013 : Hughie, texte d'Eugene O'Neill, création à l'Espace des Arts, Scène nationalen Chalon-sur-Saône (15 octobre 2013)[7]
- 2015 : Les trois sœurs, texte d'Anton Tchekhov
- 2016 : Jachère
- 2019 : La vie est un songe, de Pedro Calderón de la Barca, Bussang, Théâtre du Peuple[8]

### Dramaturge
- 2001 : Erwan et les Oiseaux
- 2004 : Unplusun
- 2012 : L'Homme à tiroirs

## Filmographie
- 2014 : Le Grand Homme : le colonel Lacour
- 2018 : Ceux qui travaillent : Bernard